# Världscupen i nordisk kombination 2003/2004
Världscupen i nordisk kombination 2002/2003 hölls 29 november 2003-6 mars 2004 och vanns av Hannu Manninen, Finland före Ronny Ackermann, Tyskland och Samppa Lajunen, Finland.

## Tävlingskalender
| Deltävling | Datum            | Plats         | Tävlingstyp        | 1.                                                 | 2.                                                        | 3.                                                        |
| ---------- | ---------------- | ------------- | ------------------ | -------------------------------------------------- | --------------------------------------------------------- | --------------------------------------------------------- |
| 1.         | 29 november 2003 | Kuusamo       | K120/15 kilometer  | Ronny Ackermann                                    | Hannu Manninen                                            | Samppa Lajunen                                            |
| 2.         | 30 november 2003 | Kuusamo       | K120/7,5 kilometer | Ronny Ackermann                                    | Sebastian Haseney                                         | Hannu Manninen                                            |
| 3.         | 6 december 2003  | Trondheim     | K120/7,5 kilometer | Ronny Ackermann                                    | Hannu Manninen                                            | Petter Tande                                              |
| 4.         | 7 december 2003  | Trondheim     | K120/7,5 kilometer | Inställt                                           | Inställt                                                  | Inställt                                                  |
| 5.         | 12 december 2003 | Val di Fiemme | K95/15 kilometer   | Ronny Ackermann                                    | Sebastian Haseney                                         | Felix Gottwald                                            |
| 6.         | 13 december 2003 | Val di Fiemme | 10 kilometer/K95   | Hannu Manninen                                     | Felix Gottwald                                            | Michael Gruber                                            |
| 7.         | 30 december 2003 | Oberhof       | K120/15 kilometer  | Ronny Ackermann                                    | Felix Gottwald                                            | Todd Lodwick                                              |
| 8.         | 2 januari 2004   | Reit im Winkl | K90/7,5 kilometer  | Magnus Moan                                        | Samppa Lajunen                                            | Todd Lodwick                                              |
| 9.         | 4 januari 2004   | Schonach      | K90/15 kilometer   | Todd Lodwick                                       | Ronny Ackermann                                           | Hannu Manninen                                            |
| 10.        | 10 januari 2004  | Seefeld       | K90/7,5 kilometer  | Hannu Manninen                                     | Samppa Lajunen                                            | Georg Hettich                                             |
| 11.        | 11 januari 2004  | Seefeld       | K90/15 kilometer   | Hannu Manninen                                     | Felix Gottwald                                            | Sebastian Haseney                                         |
| 12.        | 23 januari 2004  | Nayoro        | K90/15 kilometer   | Samppa Lajunen                                     | Sebastian Haseney                                         | Hannu Manninen                                            |
| 13.        | 25 januari 2004  | Sapporo       | 10 kilometer/K120  | Hannu Manninen                                     | Samppa Lajunen                                            | Christoph Bieler                                          |
| 14.        | 27 januari 2004  | Sapporo       | K120/7,5 kilometer | Hannu Manninen                                     | Petter Tande                                              | Christoph Bieler                                          |
| 15.        | 14 februari 2004 | Oberstdorf    | K120/3x5 kilometer | FinlandHannu Manninen Samppa Lajunen Jaakko Tallus | Tyskland ISebastian Haseney Georg Hettich Ronny Ackermann | Österrike IFelix Gottwald Michael Gruber Christoph Bieler |
| 16.        | 15 februari 2004 | Oberstdorf    | K120/15 kilometer  | Hannu Manninen                                     | Daito Takahashi                                           | Todd Lodwick                                              |
| 17.        | 21 februari 2004 | Liberec       | K120/7,5 kilometer | Inställt                                           | Inställt                                                  | Inställt                                                  |
| 18.        | 22 februari 2004 | Liberec       | K120/15 kilometer  | Ronny Ackermann                                    | Hannu Manninen                                            | Samppa Lajunen                                            |
| 19.        | 28 februari 2004 | Oslo          | K115/7,5 kilometer | Hannu Manninen                                     | Samppa Lajunen                                            | Ronny Ackermann                                           |
| 20.        | 29 februari 2004 | Oslo          | K115/15 kilometer  | Ronny Ackermann                                    | Samppa Lajunen                                            | Mario Stecher                                             |
| 21.        | 5 mars 2004      | Lahtis        | K116/7,5 kilometer | Daito Takahashi                                    | Felix Gottwald                                            | Hannu Manninen                                            |
| 22.        | 6 mars 2004      | Lahtis        | K116/15 kilometer  | Daito Takahashi                                    | Felix Gottwald                                            | Samppa Lajunen                                            |

## Slutställning
| Placering | Tävlande          | Poäng |
| 1.        | Hannu Manninen    | 1392  |
| 2.        | Ronny Ackermann   | 1143  |
| 3.        | Samppa Lajunen    | 1058  |
| 4.        | Felix Gottwald    | 818   |
| 5.        | Daito Takahashi   | 817   |
| 6.        | Sebastian Haseney | 744   |
| 7.        | Todd Lodwick      | 705   |
| 8.        | Magnus Moan       | 552   |
| 9.        | Christoph Bieler  | 549   |
| 10.       | Petter Tande      | 543   |

| Placering | Tävlande          | Poäng |
| 1.        | Hannu Manninen    | 650   |
| 2.        | Samppa Lajunen    | 397   |
| 3.        | Ronny Ackermann   | 394   |
| 4.        | Daito Takahashi   | 365   |
| 5.        | Magnus Moan       | 321   |
| 6.        | Petter Tande      | 275   |
| 7.        | Sebastian Haseney | 275   |
| 8.        | Felix Gottwald    | 260   |
| 9.        | Todd Lodwick      | 253   |
| 10.       | Christoph Bieler  | 209   |

| Placering | Tävlande  | Poäng |
| 1.        | Finland   | 3272  |
| 2.        | Tyskland  | 2836  |
| 3.        | Österrike | 2292  |
| 4.        | Norge     | 1648  |
| 5.        | Japan     | 937   |
| 6.        | USA       | 935   |
| 7.        | Schweiz   | 780   |
| 8.        | Frankrike | 643   |
| 9.        | Tjeckien  | 299   |
| 10.       | Italien   | 51    |

### Fotnoter
1. ↑  Ursprungligen förlagd till Bischofshofen